# Lac Chrissie
Le lac Chrissie (en afrikaans : Chrissiesmeer) est un lac situé dans la municipalité de Msukaligwa au Mpumalanga en Afrique du Sud. 

## Géographie
C’est un grand lac peu profond, avec une profondeur maximale d’environ 6 mètres, qui mesure 9 kilomètres de long et 3 kilomètres de large. 

## Histoire
Le lac est nommé d’après Christiana Pretorius, fille de Marthinus Wessel Pretorius, premier président de la République boer du Transvaal. Le lac est aussi connu officieusement sous le nom de « Matotoland » (qui signifie « pays des grenouilles ») et son nom swazi est « Kachibibi » (qui signifie « grand lac »).
Une célèbre bataille de la seconde guerre des Boers eut lieu à cet endroit le 6 février 1901.